# Kołacz
Kołacz (phát âm tiếng Ba Lan: [ˈkɔwat͡ʂ]) có nghĩa là bánh, bánh xe hoặc bánh cà phê (phiên âm khác nhau là kolach, kolachky, kolacky, kolachy, từ tiếng Ba Lan: Koło: "Đĩa") là một loại bánh ngọt truyền thống của Ba Lan, ban đầu là một chiếc bánh cưới có từ đầu thế kỷ 13, đã được đưa vào nhà của người Mỹ vào các ngày lễ Giáng sinh và Phục sinh. Bánh ngọt là một loại bột nhẹ và mịn chứa đầy các loại nhân ngọt và mặn như quả mơ, quả mâm xôi, mận, phô mai ngọt, hạt anh túc hoặc thậm chí là hỗn hợp hạt. Các biến thể của bánh ngọt Slavic truyền thống đã tìm thấy ở nhiều món ăn Trung và Đông Âu, ví dụ như bột men leven của Séc gọi là kolache (koláč). Khi bột và hỗn hợp được lăn, nó còn được gọi là makowiec, makownik, poteca, strucla z makiem (hạt anh túc), strucla or Dixowa (strusel strusel), strucla z Migdałami (almonds strusel). Trong tiếng Hungary, nó được gọi là Diós-mákos Beigli hoặc Bejgli. Một số được rắc cuộn với hạt anh túc hoặc đường bột lên trên và có thể được nướng trong chảo tròn hoặc nấu liu riu trong chảo thạch như một khúc gỗ.
Bánh ngọt Ba Lan được làm từ một loại bột đặc biệt kết hợp phô mai kem với bơ và bột mì. Hỗn hợp thành phần này mang lại cho vị sực sực độc đáo tương tự như vỏ bánh. Đối với khẩu phần riêng lẻ, bột được cán mỏng và sau đó cắt thành hình vuông. Một lớp đường mỏng được trải dọc theo đường chéo của hình vuông. Sau đó, hai góc đối diện được xếp chồng lên nhau để tạo ra hình dạng độc đáo của bánh ngọt. Khi được làm trong một mẻ lớn hoặc trong một cuộn, khẩu phần được cắt ra như bánh mì.